# 亞洲職棒大賽
亞洲職棒大賽（英語：Asia Series；簡稱亞職、亞職大賽）是以東亞區為主的國際職業棒球競賽，自2005年開始舉行，固定於每年10月或11月舉辦。比賽由日本職棒（兩個職棒聯盟冠軍隊間「日本大賽」優勝隊伍）、韓國棒球委員會（「韓國大賽」優勝隊伍）、中華職棒（「台灣大賽」優勝隊伍）與中國棒協優勝隊伍的總冠軍隊參加，第5屆時澳洲職棒總冠軍首次參賽。首先進行單組預賽，然後由勝率前兩名的隊伍進行總決賽，爭取「亞洲第一」的優勝頭銜。2013年後停辦三年，2017年起改為亞洲職棒冠軍爭霸賽。

## 沿革

### 緣起
為了將棒球運動推向國際化方向發展的計畫，近年來不斷出現這樣的構想：在原有的亞洲棒球錦標賽（兩年舉辦一次。各國自由徵召球員組代表隊參賽，但球員限本國籍）外，舉辦區域性職棒比賽。日本自1932年成立職棒聯盟至今，已有數十年歷史；韓國與中華民國（臺灣）也分別於1982年與1990年成立職棒聯盟；中國大陸雖無正式的職棒聯盟，但亦自2002年開始舉辦棒球聯賽。

### 發展
直到2005年3月22日，在日本棒球機構主導下，其代表與韓國棒球委員會（韓國）、中華職業棒球聯盟（臺灣）及中國棒球協會的代表，於東京帝國飯店共同召開記者會，宣布將舉行第一屆亞洲職棒大賽，並成立執行委員會。協辦單位讀賣新聞（亦即日本職棒讀賣巨人隊的經營者）提供一億元日幣的總獎金：冠軍隊獎金5000萬元日幣，亞軍隊3000萬元日幣，剩下的兩支隊伍也都各有1000萬元日幣。
2011年亞洲職棒大賽因為中國棒球協會的改組與組隊問題所以將缺席本屆比賽，空下來的位子確定由澳洲職業棒球聯盟排出冠軍隊遞補，因應日本職棒因為大地震延後兩週開始，所以舉辦日期也順延兩週。更是首度在日本以外的亞洲國家舉行，本屆賽事是由臺灣所舉辦。

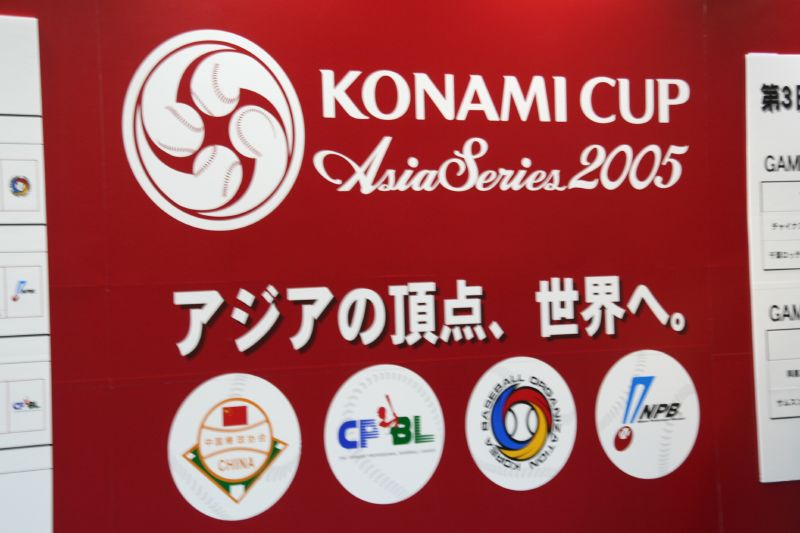
2005年亞洲職棒大賽的海報

2012年亞洲職棒大賽在韓國釜山舉辦，更增加到有6隊參賽，由中華職棒、日本職棒、韓國職棒、澳洲職棒與中國棒協的冠軍隊伍及身為釜山地主隊的羅德巨人角逐第6屆亞洲冠軍。
2013年亞洲職棒大賽本年度亞洲職棒大賽原定於日本福岡舉行，由於中華職棒積極爭取主辦權與日本的禮讓， 因此亞職大賽營運委會在2013年2月20日的會議中協議後，於2013年3月15日確定由臺灣舉辦本年度賽事。9月23日下午，中國棒球協會來函，表示因組隊問題，無法前來參賽。中華職棒在獲得中國棒協該訊息後，除緊急通知各參賽聯盟， 並立刻連絡本年度歐洲棒球聯賽冠軍隊（義大利職棒聯盟所屬 Fortitudo Bologna波隆那隊）並邀請參賽。於此屆亞洲大賽初登場的歐洲球隊，參賽隊伍6隊，由中華職棒的冠亞軍球隊，歐洲聯賽冠軍及日本、韓國、澳洲的職棒總冠軍隊。
2014年6月2日，國際棒總會長法卡利在來臺參訪中華職棒時表示，未來國際棒總將會認證亞洲職棒大賽為正式國際賽事，並希望成為像國際足協世界冠軍球會盃與歐洲冠軍聯賽類似的國際賽事。而在認證後，其參賽表現將會影響各國棒球排名。

## 日韓職棒總冠軍對抗賽
亞洲職棒大賽因缺乏贊助廠商資助，導致財務不堪負荷，2009年停辦一年，改用『日韓職棒總冠軍對抗賽』取代，原本將由台灣於2010年接辦亞洲職棒大賽，但因為該年度適逢亞運，與賽程撞期故決定再度停辦。

## 亞職假球疑雲
2013年11月，台灣中職承辦亞洲職棒大賽，賽後澳洲坎培拉騎兵隊球員卻爆出有人付錢請他放水，對此，中職展開調查，調查後發現此次亞職利誘放水案是該名球員捏造的謊言，嚴正要求澳洲職棒聯盟公開道歉。12月17日，澳洲職棒聯盟執行長沃瑪斯（Peter Wermuth）致電回應，認為該球員行為「不應當」。2014年1月6日，澳洲職棒聯盟再度來函，對於澳洲球員「蓄意誤導」的作為表示歉意，並決定立即中止該球員布雷辛斯基（Matt Blazynski）的球員合約。

## 比賽規章
- 參加者為日本、韓國、台灣與中國的職棒聯盟或聯賽的總冠軍隊，4支代表隊於三天內，與自己隊伍以外的其他3支代表隊各對戰一次，共進行6場單循環式的單組預賽。之後由勝率前兩名的代表隊，於第四天進行一場總決賽。勝率第三、四名的代表隊則不再另外進行季軍賽。(在第六屆變成參與六支球隊分成兩組，每組三隊，與自己隊伍同組的其他2支代表隊各對戰一次，共進行6場單循環式的預賽，取兩組的第一名打最後一天的總決賽。)
- 若於正規9局比賽中未能分出勝負，預賽最多可以延長至第15局；總決賽則不限延長局數，直到分出勝負為止。
- 若打完7局雙方比數差距超過10分時，比賽提前結束。
- 各代表隊球員數限制為30人；球員資格限定為與其所屬代表隊間有合約關係者，所以不能從其他球隊徵召球員參賽。
- 比賽中場上洋將的人數限制，依各國職棒聯盟或聯賽的規範而定。
- 所有比賽皆適用指定打擊（DH）制（亦即投手無需上場打擊）。
- 預賽結束後，若有兩隊勝率相同的情形，此時該兩隊即依以下4項團隊紀錄的順序，逐一進行比較以決定排名先後，紀錄較優者即取得較高名次：

1. 兩隊間於預賽直接對戰後的勝敗
2. 預賽賽程總失分數的多寡
3. 預賽賽程總得分數的多寡
4. 預賽賽程團隊總打擊率的高低

## 歷屆大賽概要
| 屆次                                             | 年分   | 舉辦地點 | 舉辦場館                      | 時間          | 隊數 | 冠軍               | 比數   | 亞軍           | 最有價值球員  |
| ------------------------------------------------ | ------ | -------- | ----------------------------- | ------------- | ---- | ------------------ | ------ | -------------- | ------------- |
| 第一屆                                           | 2005年 | 日本     | 東京巨蛋                      | 11.10 - 11.13 | 4    | 千葉羅德海洋       | 5 – 3  | 三星獅         | 班尼·阿巴亞尼 |
| 第二屆                                           | 2006年 | 日本     | 東京巨蛋                      | 11.9 - 11.12  | 4    | 北海道日本火腿鬥士 | 1 – 0  | La New熊       | 達比修有      |
| 第三屆                                           | 2007年 | 日本     | 東京巨蛋                      | 11.8 - 11.11  | 4    | 中日龍             | 6 – 5  | SK飛龍         | 井端弘和      |
| 第四屆                                           | 2008年 | 日本     | 東京巨蛋                      | 11.13 - 11.16 | 4    | 埼玉西武獅         | 1 – 0  | 統一7-ELEVEn獅 | 佐籐友亮      |
| 2009年因財務問題而停辦                           |        |          |                               |               |      |                    |        |                |               |
| 2010年與亞運賽程撞期而停辦                       |        |          |                               |               |      |                    |        |                |               |
| 第五屆                                           | 2011年 | 中華民國 | 臺中洲際棒球場 桃園國際棒球場 | 11.25 - 11.29 | 4    | 三星獅             | 5 – 3  | 福岡軟銀鷹     | 張洹三        |
| 第六屆                                           | 2012年 |          | 釜山社稷棒球場                | 11.8 - 11.11  | 6    | 讀賣巨人           | 6 – 3  | Lamigo桃猿     | 坂本勇人      |
| 第七屆                                           | 2013年 | 中華民國 | 臺中洲際棒球場 桃園國際棒球場 | 11.15 - 11.20 | 6    | 坎培拉騎兵         | 14 – 4 | 統一7-ELEVEn獅 | 莫菲          |
| 2014年日職和韓職皆有安排比賽而停辦               |        |          |                               |               |      |                    |        |                |               |
| 2015年適逢世界棒球12強賽而停辦                   |        |          |                               |               |      |                    |        |                |               |
| 2016年持續停辦，2017年起改為亞洲職棒冠軍爭霸賽。 |        |          |                               |               |      |                    |        |                |               |

## 歷年紀錄

### 參賽國（聯盟）統計
| 國家             | 冠軍 | 亞軍 | 季軍 | 參加屆數 | 冠軍年份                 | 亞軍年份            |
| ---------------- | ---- | ---- | ---- | -------- | ------------------------ | ------------------- |
| 日本（NPB）      | 5    | 1    | 1    | 7        | 2005,2006,2007,2008,2012 | 2011                |
| （KBO）          | 1    | 2    | 3    | 7        | 2011                     | 2005,2007           |
| 中華民國（CPBL） | 0    | 4    | 3    | 7        |                          | 2006,2008,2012,2013 |
| 中国大陆（CBL）  | 0    | 0    | 0    | 5        |                          |                     |
| （ABL）          | 1    | 0    | 0    | 3        | 2013                     |                     |
| 歐洲（CEB）      | 0    | 0    | 0    | 1        |                          |                     |

## 參與國（聯盟）統計
| 國家（聯盟）     | 2005 | 2006 | 2007 | 2008 | 2011 | 2012 | 2013 |
| ---------------- | ---- | ---- | ---- | ---- | ---- | ---- | ---- |
| 日本（NPB）      |      |      |      |      |      |      |      |
| （KBO）          |      |      |      |      |      | / 4  | 4    |
| 中華民國（CPBL） |      |      |      |      |      |      | / 5  |
| 中国大陆（CBL）  | 4    | 4    | 4    | 4    | -    | 6    | -    |
| （ABL）          | -    | -    | -    | -    | 4    | 5    |      |
| 歐洲（CEB）      | -    | -    | -    | -    | -    | -    | 6    |
| 該屆隊伍數       | 4    | 4    | 4    | 4    | 4    | 6    | 6    |

### 參賽隊伍
| 隊伍               | 冠軍次數 | 亞軍次數 | 參賽次數 | 冠軍年份 | 亞軍年份  | 勝場 | 敗場 | 勝率  | 參加年份                 |
| ------------------ | -------- | -------- | -------- | -------- | --------- | ---- | ---- | ----- | ------------------------ |
| 千葉羅德海洋       | 1        | 0        | 1        | 2005     |           | 4    | 0    | 1.000 | 2005                     |
| 北海道日本火腿鬥士 | 1        | 0        | 1        | 2006     |           | 4    | 0    | 1.000 | 2006                     |
| 中日龍             | 1        | 0        | 1        | 2007     |           | 3    | 1    | .750  | 2007                     |
| 埼玉西武獅         | 1        | 0        | 1        | 2008     |           | 3    | 1    | .750  | 2008                     |
| 福岡軟銀鷹         | 0        | 1        | 1        |          | 2011      | 3    | 1    | .750  | 2011                     |
| 讀賣巨人           | 1        | 0        | 1        | 2012     |           | 3    | 0    | 1.000 | 2012                     |
| 東北樂天金鷲       | 0        | 0        | 1        |          |           | 2    | 1    | .667  | 2013                     |
| 三星獅             | 1        | 1        | 5        | 2011     | 2005      | 9    | 7    | .563  | 2005,2006,2011,2012,2013 |
| SK飛龍             | 0        | 1        | 2        |          | 2007      | 5    | 2    | .714  | 2007,2008                |
| 樂天巨人           | 0        | 0        | 1        |          |           | 1    | 1    | .500  | 2012                     |
| 統一7-ELEVEn獅     | 0        | 2        | 4        |          | 2008,2013 | 6    | 8    | .429  | 2007,2008,2011,2013      |
| La New熊1          | 0        | 2        | 2        |          | 2006,2012 | 4    | 3    | .571  | 2006,2012                |
| 興農牛2            | 0        | 0        | 2        |          |           | 1    | 4    | .200  | 2005,2013                |
| 中國之星3          | 0        | 0        | 4        |          |           | 0    | 11   | .000  | 2005, 2006,2007,2012     |
| 天津雄獅           | 0        | 0        | 1        |          |           | 0    | 3    | .000  | 2008                     |
| 伯斯熱火           | 0        | 0        | 2        |          |           | 0    | 5    | .000  | 2011,2012                |
| 坎培拉騎兵         | 1        | 0        | 1        | 2013     |           | 3    | 1    | .750  | 2013                     |
| 波隆那             | 0        | 0        | 1        |          |           | 0    | 2    | .000  | 2013                     |

- 1: 2006年舊名La New 熊
- 2: 2005年舊名興農牛
- 3:中國之星並不是單一球隊所組成參賽 ,為 中國棒協以明星隊性質組成參賽.

#### 球員紀錄
- 第一支全壘打：張建銘（2005年，興農牛 VS. 中國之星）
- 第一支滿貫全壘打：陳金鋒（2006年，La New熊 VS.中國之星，5局上）
- 第一支勝利打點：許國隆（2005年，興農牛 VS. 中國之星，4局上）
- 第一位勝利投手：戰玉飛（2005年，興農牛 VS. 中國之星）
- 單場最多全壘打數：班尼·阿巴亞尼（2005年），陳金鋒（2006年），]]（2007年)]])陳連宏（劉芙豪（2008年），2支
- 單屆最多全壘打數：井上一樹（2007年），劉芙豪（2008年），3支
- 歷屆最多全壘打數：井上一樹，劉芙豪，陳連宏，3支
- 單場最多壘打數：陳金鋒，10個（2006年，La New熊 VS.中國之星）

#### 球隊紀錄
- 第一支勝利球隊：興農牛
- 第一支亞洲冠軍球隊：千葉羅德海洋
- 單局最多得分：三星獅，10分（2006年，VS. 中國之星，5局下）
- 單場最多得分：埼玉西武獅，16分（2008年， VS. 天津雄獅）
- 單場最多全壘打：統一7-ELEVEn獅隊，4支（2008年， VS. SK飛龍）
- 最多參賽次數：三星獅，5次（2005年，2006年，2011年，2012年，2013年）
- 單場最大分數差距：15：0（2008年，SK飛龍， VS. 天津雄獅）
- 第一次提前至7局結束比賽：12：1（2005年， 千葉羅德海洋 VS. 興農牛）

#### 參與國紀錄（至2013年）
- 最多全壘打： 中華民國，22支
- 最多得分： ，129分
- 最多提前結束比賽： ，4次
- 最多亞洲冠軍： 日本，5次
- 最多亞洲亞軍： 中華民國，4次
- 非亞洲區冠軍： ，1次

### 其他
- 亞職大賽復活2011台灣見

## 外部連結
- 亞洲職棒大賽在台灣棒球維基館上的頁面（繁體中文）
- 亞洲職棒大賽（日本職棒機構）（页面存档备份，存于）
- 2011 Asia Series in Taiwan
- 2012 Asia Series in Korea